# Star Street
Star Street (llamado Aventuras en las Estrellas en España y La Calle de las Estrellas en Hispanoamérica), es una serie neerlandesa de dibujos animados que ganó popularidad en lugares de Europa, como Benelux (Países Bajos, Bélgica y Luxemburgo), Reino Unido, y algunos países de Hispanoamérica, como Perú, Chile y Ecuador. Fue hecha y emitida originalmente entre los años 1989 y 1990 y distribuida por la empresa Telecable Benelux B.V. de los Países Bajos.

## Trama
Trece pequeñas criaturas llamados también niños estrella, cada una representando un signo zodiacal, viven en el Planeta Estrella, luego de haber sido destruido su planeta natal, tratando de llevar una vida feliz y de comprensión, enfrentándose a diversos problemas como algunas malas relaciones entre ellos, egoísmos y, sobre todo, villanos, entre ellos los blub blubs.

## Personajes

### Los niños estrella
- Ari (Aries): Representa al signo de Aries, por lo que posee cuernos y pies de carnero. Es el inventor y reparador del planeta, quien también disfruta de la aventuras, especialmente si se trata de las de vaqueros, por las cuales parece tener fascinación.

- Toro (Torro): Representa al signo de Tauro, por lo que posee cuernos y pies de toro. Suele a veces presumir y a comportarse como un típico macho, pero es muy alegre al momento de conversar. Tiene acento español. Su frase típica es "Caramba la bamba!".

- Gemo y Gemi: Representan al signo de Géminis. Son hermanos mellizos, los menores de todos los niños.

- Canci (Moon): (Llamada Luna en un episodio) representa al signo de Cáncer, por lo que posee un par de antenas en cada extremo superior de su cabeza y pinzas de cangrejo, en vez de manos. Es la cocinera del grupo. Llama cariñosamente a sus amigos como "bomboncitos".

- Leo: Representa al signo de Leo, por lo que tiene una melena en la cabeza, y patas y el color amarillo en el cuerpo que lo hacen parecer un león. A veces toma el liderazgo del grupo.

- Virgy: (Llamada tal como en el idioma original en otros episodios) representa al signo de Virgo, por lo que posee una cabellera larga y rubia. Es vanidosa y mala cantante. Cada vez que canta desespera a los demás niños. Sin embargo, también es bondadosa, al igual que los demás, ayudando a otros.

- Libri (Libby): Representa al signo de Libra, por lo que en algunos episodios se le ve cargando una balanza. Suele tomar algunos papeles protagónicos.

- Escorpi (Scorpio): Representa al signo de Escorpio, por lo que posee una cola de escorpión. Tiene gafas y es uno de los pocos niños que no posee un corazón en la nariz. En unos episodios suele ser inmaduro y en otros haciendo bromas pesadas a sus amigos.

- Sagi: Representa al signo de Sagitario, por lo que posee un arco y un soporte de flechas en la espalda, además de una manzana en la cabeza.

- Capri (Cap): Representa al signo de Capricornio, por lo que posee cuernos, barbilla y patas de cabra.

- Acuari (Flip): Representa al signo de Acuario. No hay una clara representación del signo, aunque se le nota su gusto por nadar en la piscina que está rodeada por las casas de los niños, vistiendo un traje antiguo de nado y posee pies de forma humana. Habla siempre como si estuviera en el agua, balbuceando en pronunciación. Muchas veces se le ve en situaciones estúpidas.

- Pisci (Bubbles): Representa al signo de Piscis, por lo que posee aletas y cola de pez, en vez de brazos y piernas. Como la parte inferior de su cuerpo parece la de un pez, ella salta para moverse de un lado al otro.

### Villanos
- Blub Blubs: Son los villanos de la serie, que molestan a los niños estrella. Son criaturas gordas, verdes y de nariz amarilla. Ellos fueron los responsables de la destrucción del antiguo planeta de estos. A pesar de eso, son muy torpes y despistados, y al momento de hacer mal las cosas salen derrotados. Viven en un planeta lleno de basura.

- Bloppo es el jefe de los Blup blups, y la única diferencia que tiene con ellos en su apariencia es un casco transparente que lleva en la cabeza. Después de Momo, él es el que tiene el mando del planeta donde el y su especie viven.

- Momo: Bestia gorda de color rosado y lengua verde y jefe supremo de los blub blubs (incluyendo a Blopo), a los que reprende y castiga de cualquier manera por sus fracasos y torpezas. Le gusta comer cualquier cosa, incluso la basura que abunda en su planeta y es capaz de inflarse y agrandarse. Anteriormente era un blub blubs de color verde, pero luego de la destrucción del antiguo planeta de los niños estrella, mientras estaba comiendo sobre un pedazo de tierra de lo que quedaba de éste en la órbita del espacio se volvió rosado y su cuerpo engordó un más, quedándose así por siempre.

### Otros
- Patriarca o Gran Señor: Es el sabio adulto del planeta. Da sugerencias a los niños y conoce del "polvo de estrellas" de la Vía Láctea. Posee cuernos de carnero, al igual que Ari.

- Sydney: Es una gran criatura con apariencia de dinosaurio, que es amiga de los niños estrella. Vive en el pantano del Planeta Estrella y espanta a los blub blubs cada vez que pasan por su territorio.

- Barbagris: Es un anciano con una barba larga y sombrero en forma de estrella de cinco puntas que está a cargo de velar por los sueños de los niños de la galaxia.

## Episodios
Cada programa, que era de media hora, casi siempre se constituía de dos episodios que duraban la mitad de ese tiempo, pero unos cuantos programas se constituyeron de un solo episodio completo, notados con (*).
1. Momo The Glutton (Momo el glotón)(*)
2. Udder Madness
3. Lost Sun Of Catapolz
4. El concurso señorita cosmica
5. The Hypnotist (El hipnotizador)
6. Rappin' Bats (Los murciélagos musicales)(*)
7. Blubbing In The Rice
8. Galactic Gypsies (Los Gitanos Galácticos)
9. Fire And Ice (Fuego y hielo)
10. A Star Is Born (Nace una estrella)
11. Tip Toe Through The Blub Blub
12. The Myth Is The Message
13. Parts Unknown (Parte desconocida)
14. A Tast Of The High Life
15. Monster Problems
16. Mirror Images
17. Home Sweet Star Street
18. Bubbles And The Beast (Piscis y la bestia)
19. In The Eyes Of Azilar
20. Labyrinth Of The Grump
21. The Beauty Of The Sleep
22. That's The Last Time We Save A Skonk (Los mentirosos Skonks)
23. Making Up Is Hard To Do (*)
24. The Big Splash
25. Try Butterfly Try
26. Double Trouble Dragon
27. Moon River
28. The Wizard Of Weather (Clima controlado)
29. Mighty Little Friends
30. The Tomorrow Kid
31. The Toothsayer (Dentista del espacio)
32. Sir Knightmare (El Caballero Pesadilla)
33. The Eight O'Clock Comet (El cometa de las 8)
34. Sydney Falls In Love (Sydney se enamora)
35. A Thorn In The Paw
36. Momo's Fitness Fit (Momo hace ejercicio)
37. The Cold War (La Guerra Fría)
38. Sour Gapes (*)
39. Bloppo's B-Day (El cumpleaños de Bloppo)
40. Chocolate Rain (Lluvia de chocolate)
41. The Abominable Snow Sissy (El abominable miedoso de las nieves)
42. Virgy's Revenge (La venganza de Virgy)
43. Impractical Jokes (Bromas pesadas)
44. Junk Funk
45. Momo, You Shrunk The Kids (*)
46. Elephunks (Los elefunkes) (*)

## Transmisión
A mediados de la década de 1990, el programa era transmitido en Perú por Panamericana Televisión y, luego, por Global Televisión.
En Chile fue transmitido primero por La Red entre 1991 y 1993, poco tiempo después, por UCV Televisión en su franja infantil en 1994 y 1998. También se emitió en Telenorte y en el extinto canal de cable Metrokids.
En España fue transmitido por Televisión Española en bloques de episodios.
En Ecuador fue transmitido por el desaparecido canal infantil "TV Patín"